# Hongaars basketbalteam (mannen)
Het Hongaars nationaal basketbalteam is een team van basketballers dat Hongarije vertegenwoordigt in internationale wedstrijden. Zoals het Hongaars voetbalelftal was het basketbalteam voornamelijk succesvol in de jaren vijftig. Het Hongaars nationaal basketbalteam nam in totaal deel aan vier edities van de Olympische Zomerspelen en veertien edities van Eurobasket. Het land wist zich nooit te kwalificeren voor het Wereldkampioenschap basketbal.
Het Hongaars nationaal basketbalteam won Eurobasket 1955, werd tweede in 1953 en derde in 1946. In 1969 werd Hongarije achtste en wist zich daarna dertig jaar niet te plaatsen voor een groot basketbaltoernooi. Sinds een weinig succesvol Eurobasket 1999 lukt het Hongarije opnieuw niet zich te plaatsen voor dit toernooi.

## Hongarije tijdens internationale toernooien

### Eurobasket
- Eurobasket 1935: 9e
- Eurobasket 1939: 7e
- Eurobasket 1946: 3e
- Eurobasket 1947: 7e
- Eurobasket 1953: 2e
- Eurobasket 1955: 1e
- Eurobasket 1957: 4e
- Eurobasket 1959: 4e
- Eurobasket 1961: 6e
- Eurobasket 1963: 4e
- Eurobasket 1965: 15e
- Eurobasket 1967: 13e
- Eurobasket 1969: 8e
- Eurobasket 1999: 14e

### Olympische Spelen
- Olympische Spelen 1948: 16e
- Olympische Spelen 1952: 16e
- Olympische Spelen 1960: 9e
- Olympische Spelen 1964: 13e